# Diplarche pauciflora
Diplarche pauciflora là một loài thực vật có hoa trong họ Thạch nam. Loài này được Hook.f. & Thomson mô tả khoa học đầu tiên năm 1854.